# Саут-Дербишир
Саут-Дербишир (англ. South Derbyshire) — неметрополитенский район (англ. non-metropolitan district) в церемониальном графстве Дербишир в Англии. Административный центр — город Суодлинкот.

## География
Район расположен в южной части графства Дербишир, граничит на западе с графством Стаффордшир, на востоке — с графством Лестершир. В Рептоне в 849 году был похоронен король Мерсии Вигстан (англ. Wigstan, умер в 840). В 1970 годах в Рептоне нашли останки около 264 человек, предположительно из «великой языческой армии викингов». Артефакты и топоры, найденные среди изуродованных тел, датированы интервалом между 872 и 875 годами.

## Состав
В состав района входят 3 города:
- Мельбурн
- Ньюхолл
- Суодлинкот

и более 40 общин (англ. civil parish).